# アドリアーン・セーケ
アドリアーン・セーケ（Adrian Szőke、1998年7月1日 - ）は、ユーゴスラビア（現在のセルビア）・センタ出身のサッカー選手。ディオーシュジュールVTK所属。ポジションはMFまたはFW。

## 経歴
2016年にセルビアのニェルス・イストヴァーン・アカデーミアからドイツのTuS Königsdorfに移り、2017年に1.FCケルンのリザーブチームに移籍した。初年度はレギュラーの座を確保できずにいたが、2年目の2018-19シーズン、レギオナルリーガで29試合12得点を記録し、レギュラーとして活躍した。
セーケの活躍に目をつけたヘラクレス・アルメロは、2019年7月7日、セーケと3年契約を交わした。
2022年6月22日、ディオーシュジュールVTKに移籍した。